# Битва при Малке-Нидже
Би́тва при Ма́лке-Ни́дже (болг. Битка на Малка Нидже), также известна как Би́тва при Го́рничево — первое сражение Монастирского наступления 1916 года, происходившее с 12 сентября по 14 сентября 1916 года около горного массива Малка-Нидже в Македонии. Сражение завершилось победой Антанты и положило начало успешному наступлению союзников. Происходила с одной стороны с войсками Болгарского царства, и объединёнными войсками Франции, Сербии и Российской империи — с другой. Битве предшествовали множество стремлений Центральных держав нанести мощный удар по союзникам на Салоникском фронте после вступления Румынии в войну. Операция также осуществлялась при поддержке германского военного командования, однако планируемая победа болгарских войск не произошла.

## Предыстория

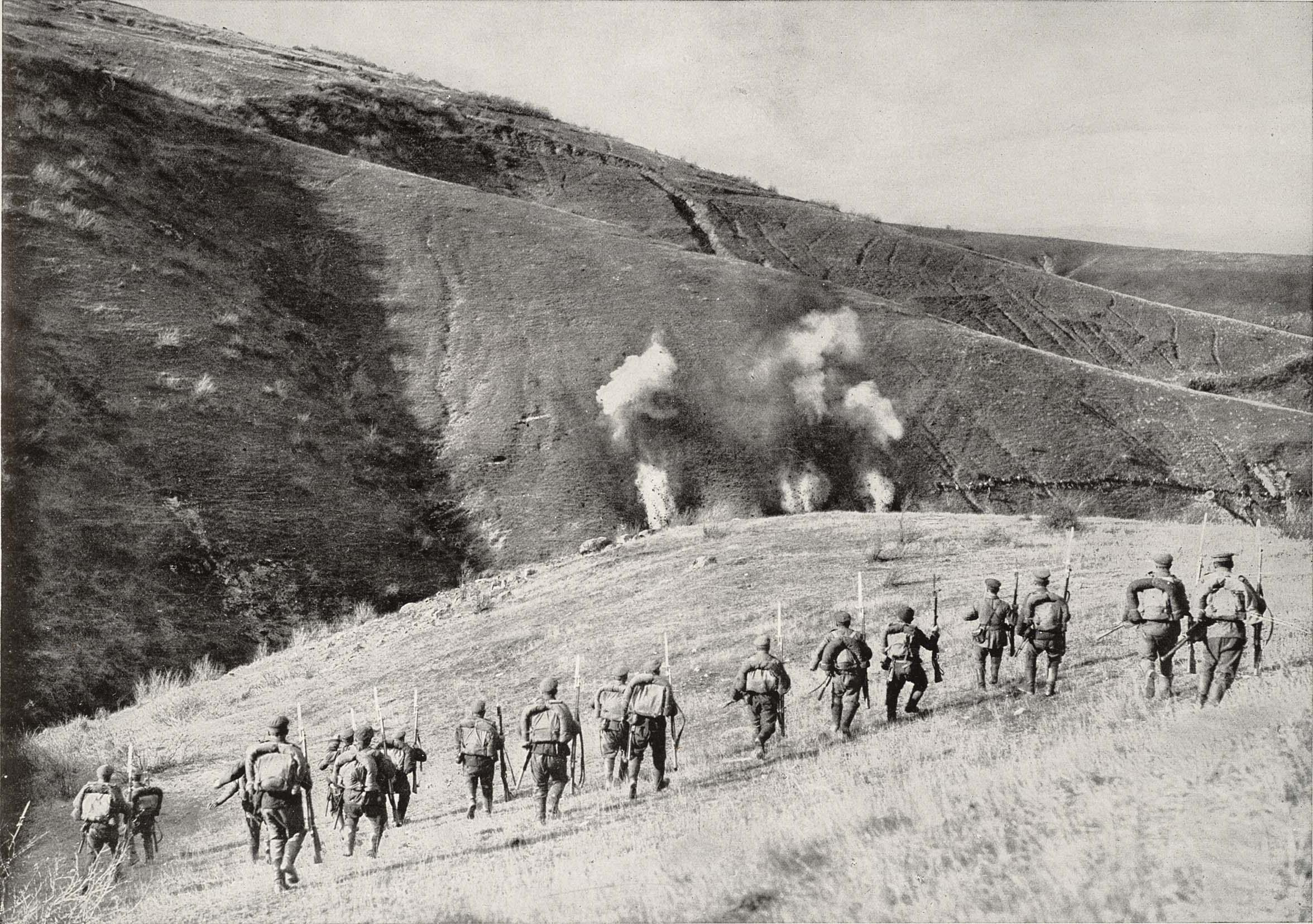
Болгарская пехота во время Монастирского наступления

В августе 1916 года боевые действия на Балканском полуострове обрели новый оборот после вовлечения Румынии в Первую мировую войну. Обеспокоившись таким поворотом событий, болгарское командование убедило своё немецкое руководство о демонстрации силы на Салоникском фронте для сокращения линии фронта Центральных держав и нанесения контрудара для сил Антанты в Салониках, готовящих наступление, чтобы укрепить румынскую армию. 17 августа первая болгарская армия начала чеганскую операцию и захватила город Флорина, однако после десяти дней боёв не смогла достичь своей цели, и она была отменена. Армии было приказано окопаться на занимаемых ею позициях между озером Петруско, озером Острово, и по хребту горы Малка-Нидже (также горы Ворас, ныне Северная Македония). Болгарские войска на оккупированых территориях составляли правое крыло первой болгарской армии. Всего оно составляло около 36 пехотных батальнов, 30 артиллерийских батарей, 74 пулемёта и 10 кавалерийских эскадронов. Однако линия фронта, которую нужно было защищать, составляла 79 километров, и удерживалась слабо. Армия в целом действовала в горном районе и не имела достаточного количества горной артиллерии.
Соотношение полевых и горных орудий составляло 9 к 1,5.
Силы Антанты составляли из Третьей сербской армии под командованием генерала Павле Юришича-Штурма с пехотными дивизиями Вардар, Дунай и Дрина в первой линии и Моравской дивизией во второй линии. Сербы должны были нанести удар на направлении Малка-Нидже — Горничево. Им, непосредственно на фронте в 10 км противостояли 1-я и 2-я пехотные бригады болгарской Тунджинской дивизии, 10 пехотных батальонов, 15 артиллерийских батарей и дивизионный резерв из трёх батальнов. На юго-западном берегу озера Острово располагались силы генерала Виктора Кордонера, состоящие из двух французских дивизий, поддерживаемые русской пехотной бригадой. Их целью был хребет Маларека. Им на фронте протяжённостью 20 км противостояли три батальона, три артиллерийские батареи и шесть кавалерийских эскадронов в первой линии, поддерживаемые тремя с половинами батальонами и пятью артиллерийскими батареями во второй линии. Кроме того, на восточном берегу озера Острово, между двумя основными силами союзников, находилась Сербская кавалерийская дивизия в составе четырёх конных и 12 спешенных эскадронов. На обоих направлениях союзников болгары также могли рассчитывать на армейский резерв в четыре с половиной батальона и одну батарею горной артиллерии в третьей линии.

## Битва
Ранним утром 12 сентября на участке Малка-Нидже союзники начали артиллерийскую артподготовительный огонь по находившихся там двум болгарским пехотным бригадам. Это продолжалось с разной интенсивностью и точностью почти весь день. Сербская пехота использовала это, чтобы приблизиться к болгарской колючей проволоке на правом фланге и добиться ограниченного успеха в центре линии, поскольку болгарская артиллерия не позволяла им продвинуться в этот момент. Болгарская контратака затянулась и началась вечером. Он временно восстановил болгарские позиции, но под сильным артиллерийским огнём союзников потери (около 400 человек убитыми, ранеными, или пропавшими без вести) были тяжёлыми, и вскоре позиция стала несостоятельной.
Одновременно с нападением сербов на Горничево французы и русские начали наступление и быстро захватили первую болгарскую линию, вынудив находящиеся там силы отступить к главной линии обороны на хребте Маларека. 13 сентября артиллерия союзников продолжила обстрел и сербы использовали время только для того, чтобы приблизиться к болгарским позициям. К концу дня болгарские солдаты отошли на свою главную линию обороны на Малка-Нидже. На следующий день артиллерийский огонь союзников начал наносить серьёзные повреждения некоторым болгарским артиллерийским батареям, что снизило из способность поддержать болгарскую пехоту. Сербская пехота начала атаку около десяти часов утра и смогла выйти на 800-метровый участок линии фронта между 23-м и 30-пехотным полком, которые не были достаточно укреплены и оборонялись. Болгарские роты, посланные для закрытия брешь, не смогли их остановить и вскоре начали отступать вместе с другими силами, находившимся в этом районе.
Даже войска, обслуживающие местные болгарские артиллерийские батареи, были сметены отступлением и были вынуждены отступить, оставив сербам свои повреждённые орудия. Это поставило под угрозу оборону всей линии фронта. К вечеру болгары отступили по всей линии в направлении Веви и сгруппировались вокруг резерва дивизии (12-й стрелковый полк). Тем временем на юго-западе французы и русские не добились решительного прорыва и временно сдержаны болгарской артиллерией. Однако успехи сербов поставил под угрозу фланг болгарских войск на хребте Маларека, и они также решили отступить.

## Последствия и потери

### Отступление болгарских войск

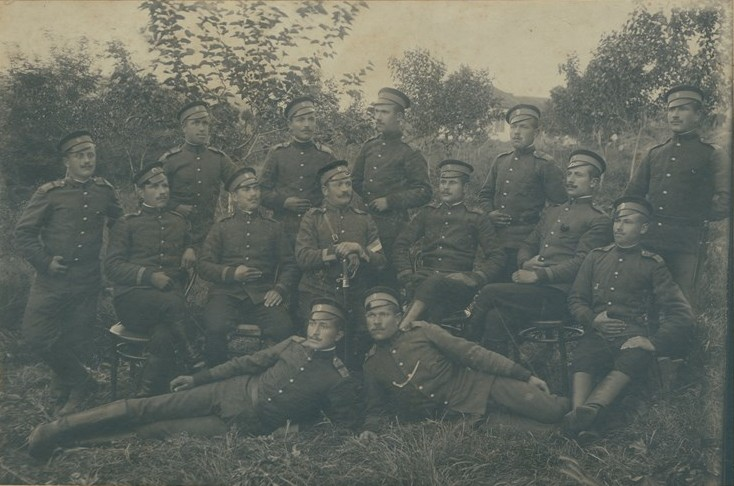
23-й пехотный Шипченский полк, участвовавший в битве. Фотография 1916 года

За три дня боёв 1-я и 2-я армии Тунджинской дивизии потеряли 21 % войск, участвовавших в битве. Также они оставили большое количество артиллерийских орудий, что ещё больше ослабило их, несмотря на то, что им удалось отступить на свои позиции в город Флорина. Их поражение вынудило западные части крыла Первой болгарской армии также отступить, и, таким образом, открыло путь для дальнейших атак союзников, которые будут развиваться в ходе трёхмесячного монастирского наступления.
Что касается потерь, в этой битве пехотные полки 1683 солдата убитвми, ранеными и пропавшими без вести, а артиллерийские части, помимо большого количества брошенных орудий, потеряли 74 человека убитыми и ранеными.
| Части                                                                 | Персонал                                            | Убитые и раненые                                  | Исчезнувшие                                     | Общие потери                                       |
| --------------------------------------------------------------------- | --------------------------------------------------- | ------------------------------------------------- | ----------------------------------------------- | -------------------------------------------------- |
| 10-й пехотный полк 30-й пехотный полк 23-й пехотный полк Общие потери | 2535 человек 3380 человек 2212 человек 8127 человек | 506 человек 658 человек 254 человека 1418 человек | 2 человека 153 человека 110 человек 265 человек | 508 человек 811 человек 364 человека 1683 человека |

Потери союзников остаются неизвестными, поскольку не всех погибших и раненых удаётся унести с поля. Оценки множество военных экспертов также разнятся. 